# Academia de Guerra del Ejército de Chile
La Academia de Guerra del Ejército de Chile es la institución encargada de formar a los Oficiales de Estado Mayor del Ejército. Creada el 9 de septiembre de 1886, siendo la primera de su tipo en América y una de las más antiguas del mundo.
Está ubicada en la comuna de La Reina, junto a la Academia Politécnica Militar. Su acceso es por la calle Alberto Valenzuela Llanos 623.

## Historia
Terminada la Guerra del Pacífico que enfrentó a Chile contra Perú y Bolivia (1879–1884), se buscó un referente para modernizar y profesionalizar su ejército. Uno de los primeros pasos para dar inicio a esta modernización fue la contratación en 1885 del capitán Emilio Körner, profesor de historia militar y táctica en la escuela de artillería de Charlottemburgo, Berlín.
A raíz de esto, en un trabajo conjunto con el sargento mayor Jorge Boonen Rivera, Körner propuso la creación de la Academia de Guerra de Chile según el modelo alemán, para el perfeccionamiento de los oficiales del ejército.
Así, el 9 de septiembre de 1886, se concreta su creación con la incorporación, a partir de 1887, de un curso de 15 oficiales. Su primera sede fue en la Inspección General del Ejército ubicada en la Alameda. Tras la Guerra Civil de 1891 funcionó en diversos recintos, entre ellos el Cuartel de Ingenieros en la plaza Vicuña Mackenna y una casa en Avenida España N.º 26.
Durante desde finales del siglo XIX y siglo XX tuvo un rol trascedente en la creación y organización de otras Academias en Centro y Sudamérica, como es el caso de su similar de El Salvador, reorganizada por oficiales chilenos en 1945 y la de Ecuador en 1956. También ha influido de manera importante en la formación del conocimiento de las ciencias militares en Ecuador en dos períodos; entre 1899 y 1900 y desde 1956 a 1969; en Colombia entre 1907 y 1956; en El Salvador desde 1950 a 1955; y en Honduras, Guatemala y Nicaragua en 1911. A la fecha, mantiene un vasto programa de colaboración e intercambio docente y académico con sus símiles de Alemania, Argentina, Brasil, Colombia, Corea del Sur, Ecuador, El Salvador, España, Estados Unidos de América y México.
De este programa de estudios, a lo largo de su historia, se han graduado 2.885 alumnos nacionales y 134 estudiantes internacionales. Son los oficiales graduados de este programa los que han ocupado a través del tiempo, importantes posiciones de mando y asesoría ya sea en el Ejército de Chile, a nivel de las Fuerzas Armadas o en instancias internacionales. Dentro de estas últimas, se encuentran, entre otros: el mando de la Comisión Neutral de la supervisión del cese del fuego entre Bolivia y Paraguay en 1935; el de Jefe de UNMOGIP entre 1967 y 1977 y finalmente, el año 2001; los Comandantes de la Fuerza desplegada por Chile a la MIFH en 2004, y posteriormente, los sucesivos Comandantes de la Fuerza nacional asignada a la MINUSTAH desde 2005 hasta su término; el desempeño como 2.º Comandante de la MINUSTHA durante los años 2005-2006, 2009-2010, 2014- 2015, 2016-2017, y también, el desempeño de un Oficial General chileno, como el primer extranjero SubComandante de Interoperabilidad del Ejército Sur de Estados Unidos de América, desde octubre de 2017 a enero de 2019. 
Además de lo señalado, es pertinente destacar el importante número de profesores de la Academia de Guerra que han realizado docencia en Argentina, Brasil, Colombia, Ecuador, El Salvador, Estados Unidos de América, Guatemala y Honduras, entre otros países, como también, a los oficiales que desde 1935 han cumplido misiones como observadores militares de la Organización de Naciones Unidas. 
A nivel nacional, se puede destacar entre otros, el cargo de Director de la Oficina Nacional de Emergencia, que desde el 20 de diciembre de 2012 es sido ejercido por un graduado de esta Academia. Esta oficina es la encargada de planificar, coordinar, organizar, asesorar y supervisar las actividades del Sistema Nacional de Prevención y Respuesta ante Desastres, para reducir el riesgo a través de la mitigación, preparación, alerta, respuesta y rehabilitación, con el objeto de reducir la pérdida de vidas, disminuir los impactos económicos, los efectos medioambientales y proteger los modos de vida, contribuyendo al desarrollo sostenible.

## Proyecto educacional
En el ámbito de la formación de postgrado, la Academia de Guerra del Ejército de Chile fue pionera entre las Fuerzas Armadas del país, tanto en el diseño y ejecución de programas de estudios relacionados con materias de Seguridad y Defensa, como en la incorporación de personal civil a sus aulas. De ello, da cuenta la realización del primer programa de Magíster en Política de Defensa, iniciado el 7 de abril de 1992 con una duración de tres semestres y una matrícula de 20 alumnos civiles y 20 militares. El objetivo de este programa era la formación de asesores calificados en el proceso de toma de decisiones de la conducción político-estratégica, en materias de seguridad y en la formulación, ejecución y control de la política de defensa. En dicha oportunidad, 36 alumnos completaron el programa de estudios. Debido al éxito de dicha iniciativa, en 1995 se inició la segunda versión. Junto con ello, en 1992, también inició el programa de Magíster en Ciencias Militares con mención en Análisis Político Estratégico en el que participaron Oficiales de las Fuerzas Armadas.
Desde 1992 a la fecha, la Academia de Guerra ha impartido diez programas de Magíster en las menciones de: Política de Defensa, Análisis Político - Estratégico, Sociología Militar, Planificación y Gestión Estratégica, Inteligencia Estratégica, Estudios de Seguridad y Defensa, Operaciones de Paz, Conflicto y Negociación, Planificación y Gestión del Riesgo de Desastres, e Historia Militar y Pensamiento Estratégico. El 21 de agosto de 2002 la Comisión Nacional de Acreditación de Postgrados (CONAP), acreditó la calidad del programa de Magíster de la Academia de Guerra, certificándolo por 4 años, constituyéndose en el primer instituto de educación superior de las Fuerzas Armadas de Chile, en lograr este importante reconocimiento, aspecto que continúa a la fecha, manteniéndose vigente la acreditación del Magíster en Historia Militar y Pensamiento Estratégico.
La Academia siempre ha buscado generar instancias de capacitación para la sociedad civil en materias relacionadas con las ciencias militares, la seguridad y la defensa. Entre ellas, además de las ya descritas, es posible señalar el Diploma en “Corresponsales en Zonas Hostiles”, dirigido a profesionales de los medios de comunicación; el Diploma en “Planificación y Dirección del Manejo de Desastres”, realizado en conjunto con la Oficina Nacional de Emergencias (ONEMI); el Diploma en “Derecho Internacional Humanitario” (2009) y el Diploma en “Seguridad Internacional y Estudios Estratégicos” ambos desarrollados en forma conjunta con la Universidad de Chile, y el Diploma en “Relaciones Internacionales” realizado junto a la Universidad de Los Andes.
Con estas iniciativas, la Academia acercó las materias afines a las ciencias militares, defensa y seguridad a la sociedad en general, como una forma de colaborar al fortalecimiento transversal de las instituciones del Estado, ofrecer una alternativa de especialización a las autoridades políticas encargadas de tomar decisiones, y propiciar la generación en el país de una masa crítica o comunidad académica con conocimientos actualizados en materias de seguridad, defensa y cooperación internacional. En definitiva, a través de estos programas, se ha contribuido a formar mayor conocimiento en estas temáticas en la sociedad civil (nacional e internacional), con el objeto de fortalecer la seguridad y defensa en la región.  
Centro de Entrenamiento Operativo Táctico
Con el propósito de mejorar la educación de excelencia que ya entregaba a sus alumnos, la Academia de Guerra, a partir del año 1984, comienza a desarrollar sistemas de simulación que permitieran a los líderes de las unidades militares u organizaciones civiles, entrenar el proceso de toma de decisiones en ambientes colaborativos. Así, un equipo de ingenieros e informáticos civiles y militares de la Academia de Guerra, crearon el sistema de simulación militar SETAC (1991) y el sistema de simulación para organizaciones SIGEN (1998). Este último, entre otras instancias de colaboración nacional e internacional, fue utilizado en el “Ejercicio Militar Internacional de Ayuda en Caso de Desastres”, actividad de cooperación multilateral que surgió de los entendimientos alcanzados en la VII Reunión del Comité de Comandantes de los Ejércitos Americanos (CEA), realizada en Brasil, entre el 5 y 9 de noviembre del año 2007. Debido al éxito del sistema, desde entonces ha sido utilizado en todos los ejercicios multinacionales de gestión de riesgo y desastre, en los cuales ha participado la Academia de Guerra del Ejército de Chile.
La señalada plataforma, cuya sigla significa “Sistema de Simulación para la Gestión y Entrenamiento de Situaciones de Emergencias”, es un sistema de entrenamiento que surgió como una forma de aprovechar la experiencia acumulada en el diseño de sistemas de simulación y entrenamiento para la toma de decisiones de comandantes de unidades militares aquilatado en la Academia de Guerra. De esta forma, se generó una herramienta tecnológica que ha permitido entrenar a las autoridades civiles, encargadas de gestionar y mitigar los efectos que las emergencias y catástrofes, junto con mejorar las coordinaciones y los procedimientos considerados en los respectivos planes de contingencia. Además de lo anterior, se han desarrollado entrenamientos interagenciales en ambientes visuales colaborativos, replicando o simulando entornos caóticos, en donde las decisiones deben ser adoptadas bajo presión, en tiempos reducidos y con recursos limitados. Tomando en cuenta el incremento de los fenómenos antrópicos producidos por el cambio climático, esta herramienta tecnológica ha sido gravitante en la formación de profesionales civiles y militares de la región, en el manejo de gestión de riesgos y desastres.
El conocimiento alcanzado en el desarrollo tecnológico de sistemas entrenamiento, permitió a la Academia de Guerra, a partir del año 2002, realizar una importante iniciativa de colaboración internacional, como lo fue el diseño del sistema de entrenamiento para operaciones de paz “SIMUPAZ” en conjunto con el Ejército de la República de Argentina.
La ejecución de ejercicios de operaciones militares de guerra y distintas a la guerra es esencial en el modelo educativo de los alumnos de la Academia de Guerra, que busca formar, como se señaló, profesionales de excelencia. En este sentido, es pertinente destacar la participación de los alumnos de la Academia de Guerra en ejercicios realizados con la Escuela de la Comando y Estado Mayor del Ejército de los Estados Unidos (CGSC Fort Leavenworth) en la década de los 90, mando de la Componente Terrestre del Ejercicio “PANAMAX” el año 2017 y la participación en el ejercicio JLASS con el Army War College, realizado entre el mes de noviembre de 2021 y mayo de 2022.
Centro de Estudios Estratégicos de la Academia de Guerra
En cuanto a las investigaciones y publicaciones, este instituto, a través de su Centro de Estudios Estratégicos (CEAAG), desarrolla investigación en el ámbito de las ciencias militares, combate, doctrina y docencia, con el propósito de fortalecer el currículum de los diferentes programas de estudios, generar conocimiento y a propender a la colaboración internacional. Así también, elabora la Revista “Ensayos Militares”, publicación que se encuentra indexada, y los cuadernos de difusión del “Pensamiento de Estado Mayor”. 

## Formación académica
Entre su edificios a cargo posee:
- Biblioteca Central del Ejército
- Sala General Manuel Baquedano González
- Sala General Carlos Ibáñez del Campo
- Salón O'Higgins
- Galería Histórica de la Academia de Guerra.

Entre sus planes docentes se encuentran:
- Magíster en Historia militar y pensamiento estratégico.
- Magíster en Gestión del Riesgo de Desastres
- Diploma en Zonas Hostiles